# Queen's Blade Rebellion
Queen's Blade Rebellion (クイーンズブレイド リベリオン?, Kuīnzu Bureido Riberion) è una serie di librigame pubblicati da Hobby Japan. Si tratta del seguito di Queen's Blade, e figura un set completamente nuovo di personaggi, oltre che il remake di alcuni personaggi provenienti dalla serie originale. Come Queen's Blade in precedenza, anche Queen's Blade Rebellion è compatibile con la serie di librigame Lost Worlds della Flying Buffalo. Il primo librogame, con protagonista Annelotte, è stato pubblicato il 29 novembre 2008, con un totale di dodici libri disponibili in Giappone al 16 dicembre 2011. Una serie OAV di due episodi prodotta dalla Arms è stata pubblicata dall'ottobre 2011 al gennaio 2012. Inoltre sono state pubblicate due serie manga basate sull'universo di Queen's Blade Rebellion. La prima, illustrata da Riri Sagara, è serializzata dalla Hobby Japan sulla rivista online Comic Dangan nel dicembre 2011, mentre la seconda, illustrata da Iku Nanzaki, è iniziata nel dicembre 2011 sulla rivista Comp Ace. Un adattamento in forma di serie televisiva anime è iniziata il 3 aprile 2012 sulla rete televisiva giapponese AT-X ed altri network.

## Storia
Queen's Blade Rebellion è ambientato poco dopo gli eventi del primo Queen's Blade, Gainos e l'intero continente sono stati dominati dalla tirannia di Claudette, vincitrice del precedente torneo di Queen's Blade. Annelotte, una giovane e coraggiosa combattente, nonché principessa esiliata, guida un gruppo di ribelli, chiamato Rebel Army, per spodestare Claudette e riportare la pace e l'ordine nel continente.

## Personaggi e doppiatori

### Rebel Army
Annelotte Kreutz (叛乱の騎士姫 アンネロッテ・クロイツ?, Hanran no Kishi-Hime Annerotte Kuroitsu, Princess-Knight of the Rebellion Annelotte)
Doppiata da Aya Endō
Yuit (錬金軍師 ユイット?, Renkin Gunshi Yuitto, Alchemy Strategist Yuit) e Vante (錬金鋼人 ヴァンテ?, Renkin Kōjin Vante, Alchemy Steel Woman Vante)
Doppiate da Minori Chihara (Yuit) e Yukiko Takaguchi (Vante)
Tarnyang e Sainyang (対魔師 ターニャン と サイニャン?, Taimashi Tānyan to Sainyan, Twin Masters of Magic Tarnyang and Sainyang)
Doppiate da Haruka Tomatsu (Tarnyang) e Kei Shindō (Sainyang)

### Queen's Army
Mirim (超振動戦乙女 ミリム?, Chōshindō Sen Otome Mirimu, Hyper Vibration Valkyrie Mirim)
Doppiata da Aki Toyosaki
Sigui (異端審問官 シギィ?, Itanshinmon Shigyi, Inquisitor Sigui)
Doppiata da Yū Kobayashi
Lyla (神罰の執行者 ライラ?, Shinbatsu no Shikkōsha Raira, Divine Punishment Enforcer Lyla)
Doppiata da Satomi Satō

### Neutral
LunaLuna (月影の踊り手 ルナルナ?, Tsukikage no Odorite Runaruna, Moon Shadow Dancer LunaLuna)
Doppiata da Harumi Sakurai
Eilin (宝石姫 エイリン?, Hōseki Hime Eirin, Gemstone Princess Eilin)
Doppiata da Suzuko Mimori
Izumi (戦神の侍 イズミ?, Senshin no Samurai Izumi, War God Samurai Izumi)
Doppiata da Minako Kotobuki

### Swamp Army
Captain Liliana (大海賊 キャプテン・リリアナ?, Daikaizoku Kyaputen Ririana, Great Pirate Captain Liliana)
Doppiata da Shizuka Itō
Branwen (囚われの竜戦士 ブランウェン?, Toware no Ryūsenshi Buranwen, Captured Dragon Warrior Branwen)
Doppiata da Kikuko Inoue
Welveria (沼地の魔女 ウェルベリア?, Numachi no Majo Weruberia, Swamp Witch Welveria)

### Personaggi ricorrenti
(Claudette?, 雷雲の女王 クローデット, Raiun no Jo Ō Kurōdetto)
Doppiata da Atsuko Tanaka
Elina (牙を統べる者 エリナ?, Kiba o Suberusha Erina, Leader of the Fang Elina)
Doppiata da Kaori Mizuhashi
Ymir (鋼鉄参謀 ユーミル?, Kōtetsu Sanbō Yūmiru, Iron Strategist Ymir)
Doppiata da Ayaka Saito
Aldra (召喚士 アルドラ?, Shōkanshi Arudora, Summoner Aldra)
Doppiata da Ayana Taketatsu
Tomoe (剣聖巫女 トモエ?, Kensei Miko Tomoe, Sword Saint Priestess Tomoe)
Doppiata da Mamiko Noto
Risty (不屈の英雄 リスティ?, Fukutsu no Eiyū Risuti, Indomitable Heroine Risty)
Doppiata da Yūko Kaida
Menace (アマラの女王?, Amara no Jo Ō Menasu, Queen of Amara Menace)
Doppiata da Yūko Gotō
Melona (千変の謀略者メローナ?, Senpen no Bōryakusha Merōna, Protean Trickster Melona)
Doppiata da Rie Kugimiya

## Media

### Librogame
- Annelotte – Pubblicato il 29 novembre 2008.[1]
- Mirim – Pubblicato il 18 aprile 2009.[2]
- Yuit & Vante – Pubblicato il 31 agosto 2009.[3]
- Tarnyang & Sainyang – Pubblicato il 26 settembre 2009.[4]
- Sigui – Pubblicato il 28 novembre 2009.[5]
- LunaLuna – Pubblicato il 16 gennaio 2010.[6]
- Eilin & Ymir – Pubblicato il 30 aprile 2010.[7]
- Aldra – Pubblicato il 31 luglio 2010.[8]
- Liliana – Pubblicato il 10 febbraio 2011.[9]
- Branwen – Pubblicato il 10 febbraio 2011.[10]
- Lyla – Pubblicato il 28 luglio 2011.[11]
- Izumi – Pubblicato il 16 dicembre 2011.[12]

### Anime
Una serie di OVA ispirata a Rebellion è stata pubblicata come DVD allegati ai libri Queen's Blade Prenium Visual Book e Queen's Blade Rebellion Prenium Visual Book. La serie è un prologo della storia, e si svolge subito dopo gli eventi di Queen's Blade: Beautiful Fighters. Gli OVA sono prodotti dallo studio d'animazione Arms, che in precedenza aveva prodotto anche la serie televisiva Queen's Blade, ed è diretta da Yousei Morino. Le doppiatrici Yū Kobayashi e Aya Endō riprendono i propri rispettivi ruolo di Sigui e Annelotte. Il primo set di OVA, intitolato A New Disciple, a New Battle (新たなる師弟、新たなる闘い?) e Instuctor Alleyne's Grueling Boot Camp (アレイン教官の生しごきブートキャンプ?), è stato pubblicato il 29 ottobre 2011. Il secondo set di OVA, intitolato A Saint's Agony: The Door of Faith Reopens (聖女の煩悶 〜信仰の扉は、また開く〜?) e Sigui's Passionate Holy Pose Lessons (シギィの聖なるポーズしっぽりレッスン?, Shigyi no Seinaru Pōzu Shippori Ressun), è stato pubblicato il 28 gennaio 2012.
Una serie televisiva anime di Queen's Blade Rebellion è stata annunciata il 22 ottobre 2011, ed è iniziata il 3 aprile 2012 su AT-X ed altre reti televisive. L'anime è prodotto dallo studio Arms ed è diretta da Yousei Morino, regista anche degli OAV, pubblicati in precedenza. La serie sarà raccolta in sei volumi DVD e Blu-ray dalla Media Factory, a partire dal 25 giugno 2012. Ogni volume DVD/BD volume conterrà un breve OVA short intitolato What Will It Look Like If It Smashes Through Restrictions!? (限界突破で見えちゃうの?, Genkai Toppa de Miechau no!?). Il Simulcast dell'anime è fornito da Crunchyroll, a partire dal 12 aprile 2012. L'anime è stato licenziato in lingua inglese dalla Sentai Filmworks.

#### Episodi
| Nº                             | Giapponese 「Kanji」 - Rōmaji                                                                  | In onda         | In onda |
| Nº                             | Giapponese 「Kanji」 - Rōmaji                                                                  | Giapponese      |         |
| OVA prologo (2011–2012)        |                                                                                                |                 |         |
| 1a                             | 「新たなる師弟、新たなる闘い」 - Arata naru shitei, arata naru tatakai                         | 29 ottobre 2011 |         |
| 1b                             | 「アレイン教官の生しごきブートキャンプ」 - Arein kyōkan no nashi goki būtokyanpu               | 29 ottobre 2011 |         |
| 2a                             | 「聖女の煩悶 〜信仰の扉は、また開く〜」 - Seijo no hanmon ~ shinkō no tobira ha, mata hiraku ~ | 28 gennaio 2012 |         |
| 2b                             | 「シギィの聖なるポーズしっぽりレッスン」 - Shigyi no Seinaru Pōzu Shippori Ressun              | 28 gennaio 2012 |         |
| Queen's Blade Rebellion (2012) |                                                                                                |                 |         |
| 1                              | 「叛乱の闘士」 - Hanran no Tōshi                                                               | 3 aprile 2012   |         |
| 2                              | 「聖なる戦い」 - Seinaru Tatakai                                                               | 10 aprile 2012  |         |
| 3                              | 「密林の月影と太陽」 - Mitsurin no Tsukikage to Taiyō                                          | 17 aprile 2012  |         |
| 4                              | 「止まらない超振動」 - Tomaranai Chōshindō                                                     | 24 aprile 2012  |         |
| 5                              | 「ガイノス城の秘密」 - Gainosu-shiro no Himitsu                                                | 1º maggio 2012  |         |
| 6                              | 「花飾りと秘められた力」 - Hanakazari to Himerareta Chikara                                    | 8 maggio 2012   |         |
| 7                              | 「空飛ぶ海賊船」 - Soratobu Kaizoku-sen                                                        | 15 maggio 2012  |         |
| 8                              | 「誘われた若奥様」 - Sasowareta Wakaoku-sama                                                   | 22 maggio 2012  |         |
| 9                              | 「サムライ見参」 - Samurai Kenzan                                                              | 29 maggio 2012  |         |
| 10                             | 「天使と罠と女王の真意」 - Tenshi to Wana to Jo Ō no Shin'in                                   | 5 giugno 2012   |         |
| 11                             | 「震える闘志」 - Furueru Tōshi                                                                 | 12 giugno 2012  |         |
| 12                             | 「叛乱の絆」 - Hanran no Kizuna                                                                | 19 giugno 2012  |         |

#### Colonna sonora
Sigla di apertura
- You Can Hear the Song of Life (命のうたが聞こえる?, Inochi no Uta ga Kikoeru) cantata da Naomi Tamura

Sigla di chiusura
- future is serious cantata da Aika Kobayashi

### Manga
Un adattamento manga di Queen's Blade Rebellion intitolato Queen's Blade Rebellion: Zero (クイーンズブレイド リベリオン:ZERO?, Kuīnzu Bureido Riberion: ZERO), illustrato da Riri Sagara ha iniziato ad essere serializzato sulla rivista online Comic Dangan della Hobby Japan il 2 dicembre 2011. Il primo volume è stato pubblicato il 2 aprile 2012 dall'etichetta Dangan Comics della Hobby Japan.
Un secondo adattamento manga di Queen's Blade Rebellion intitolato Queen's Blade Rebellion: Princess-Knight of the Rebellion (クイーンズブレイド リベリオン ～青嵐の姫騎士～?, Kuīnzu Bureido Riberion ~Hanran no Kishi-Hime~), illustrato da Iku Nanzaki (l'autore di Queen's Blade: Hide & Seek), ha iniziato ad essere serializzato nel numero di dicembre 2011 della rivista Comp Ace della Kadokawa Shoten, pubblicato il 26 ottobre 2011. Il primo volume tankōbon è stato pubblicato il 26 marzo 2012.

### Altro
Una light novel adattata su Queen's Blade Rebellion scritta da Ukyo Kodachi è stata pubblicata da Hobby Japan il 30 maggio 2009 dall'etichetta HJ Bunko.
Un visual book intitolato Queen's Blade Rebellion: Bitōshi Senki (クイーンズブレイド リベリオン 美闘士戦記?, Kuīnzu Bureido Riberion: Bitōshi Senki), scritto da Tomohiro Matsu ed illustrato da Hagane Tsurugi ed Eiwa, è stato pubblicato dalla Hobby Japan il 26 settembre 2009. Il libro è una raccolta di storie illustrate postate sul sito della Hobby Japan, Hobby Channel, insieme ad altro materiale collegato. Una versione ed edizione limitata del libro è stata pubblicata lo stesso giorno, con allegato un CD drama.
Un secondo visual book intitolato Queen's Blade Rebellion: Bitōshi Senki Upheaval Arc (クイーンズブレイド リベリオン 美闘士戦記 激動編?, Kuīnzu Bureido Riberion: Bitōshi Senki Gekidō Hen), scritto da Tomohiro Matsu ed illustrato da Eiwa, è stato pubblicato dalla Hobby Japan il 5 ottobre 2010.
Un terzo visual book intitolato Queen's Blade Rebellion: Bitōshi Senki Showdown Arc (クイーンズブレイド リベリオン 美闘士戦記 決戦編?, Kuīnzu Bureido Riberion: Bitōshi Senki Kessen Hen), scritto da Tomohiro Matsu ed illustrato da Odanon ed Eiwa, sarà stato pubblicato dalla Hobby Japan il 28 luglio 2012.
Un artbook intitolato Queen's Blade: Vanquished Queens (クイーンズブレイド ヴァンキッシュド・クイーンズ?, Kuīnzu Bureido: Vankisshudo Kuīnzu), con varie illustrazioni di artisti originali, è stato pubblicato dalla Hobby Japan il 1º agosto 2011.. L'artbook mostra i possibili scenari di sconfitta delle combattenti sia di Queen's Blade che di Queen's Blade Rebellion.